# چهره‌های آزادی
چهره‌های آزادی (انگلیسی: Faces of Freedom) نمایشگاهی از عکس‌هایی است که توسط روزنامه‌نگار، عکاس، فیلمساز و مربی حقوق بشر، او روبرتو (رابین) رومانو، طی سفرهایش به هند، نپال و پاکستان تهیه شده‌است. رومانو استثمار کار کودک در تولید فرش دستباف را در هماهنگی با تعدادی از سازمان‌های بین‌المللی مانند بانک جهانی، یونیسف UNICEF سازمان بین‌المللی کار و تعدادی دیگر به‌هدف کاستن از تعداد این کودکان کار در این بخش صنعت را بررسی کرد. نمایشگاه فوق از آغاز کارش در سال ۲۰۰۹ در بسیاری از شهرهای ایالات متحده آمریکا نشان داده شده‌است؛ و نیز در برنامه برده‌داری مدرن تلویزیونی سی ان ان گنجانده شد.

## کودکان کار
برای مبارزه با استثمار کودکان کار، بانک جهانی با یونیسف، و سازمان بین‌المللی کار ILO و سازمان درک مبنای کار کودکان، پهنه و ابعاد مسئله را نشان دادند. بانک جهانی تعداد کودکانی که قربانی شیوه‌های غیرمنصفانه کار کودکی هستند را ۲۱۸ میلیون نفر برآورد کرده‌است. سنین کودکان از پنج سال تا هفده سال می‌باشد. فرش‌بافی یکی از صنایعی است که از استثمار کودکان بهره می‌برد. بانک جهانی با همکاری سازمانهای غیردولتی امر مبارزه با استثمار کودکان را پیش می‌برد.
سازمان ملل و سازمان بین‌المللی کار، استثمار کودکان را در ماده ۳۲ کنوانسیون حقوق کودکان بشرح زیر بیان کرده‌است:
دولتهای عضو، عدم استثمار اقتصادی از کودکان را به‌رسمیت می‌شناسد و از هرنوع کاری که برای کودک خطرناک باشد یا او را از تحصیل بازدارد یا هر کاری که سلامتی بدنی یا روحی یا مغزی یا پیشرفت معنوی و اجتماعی او را به خطر بیندازد منع می‌کند. همچنین حدس زده می‌شود که ۲۵۰ میلیون کودک کار درجهان وجود دارد. بنا بر سرشماری سال ۱۹۹۰ تقریباً ۱۸ درصد کودکان در مؤسسات مختلف آمریکا مشغول کار هستند. دادگاه عالی در سال ۱۹۱۶ کار کودکان را ممنوع کرد و در سال ۱۹۴۱ نیز این قانون بازبینی شد. در بخش کار این قانون توجهی به کار کودکان در آمریکا نکرد و لذا کودکان همچنان در مؤسسات مختلف مشغول کار هستند. کودکانی که استخدام می‌شوند در سنین ۱۵ تا ۱۷ سالگی هستند. ۷/۳ میلیون از این کودکان در کارخانه‌ها کار می‌کنند. یک فاکت قابل توجه اینکه بیش از ۶۰۰ کودک در هنگام کار کشته شدند.

## نمایشگاه
یو روبرتو رومانو، عکاس، فیلمساز و فعال حقوق بشر به هند، نپال و پاکستان سفر کردو بدبختی کودکانی که در کارگاه‌های قالیبافی کار می‌کردند را ثبت کرد. او عکس و داستانهای کودکانی که توسط سازمان گودویو GoodWeave نجات یافته بودند را منتشر کرد. نمایشگاه چهره‌های آزادی در برگیرنده مجموعه‌ای از عکسهایی است که روبرتو رومانو تهیه کرده‌است و وضعیت زندگی داخلی و شرایط فقیرانه‌ای که در ان زندگی می‌کنند را همراه با چهره‌های معصوم کودکانی را که در کارگاه‌های فرشبافی در کشورهای جنوب آسیا استثمار می‌شوند را نشان می‌دهد. پیامهای امید در عکسها به تصویر کشیده شده‌است؛ و داستان کودکانی را نشان می‌دهد که تحت برنامه گودویو توان دسترسی به تحصیل را پیدا کرده‌اند. یک مجموعه از فرشهای دستباف که بدون بکارگیری کودکان بافته شده‌است را هم نشان می‌دهد. بعد از برپائی اولیه این نمایشگاه در سان فرانسیسکو و واشینگتن دی‌سی، مجموعه این نمایشگاه از سال ۲۰۰۹ به بعد در سراسر ایالات متحده در معرض تماشا گذاشته شد.

## محصول (The Harvest)
محصول یک مستند برجسته در مورد زندگی کودکان مهاجر و خانواده‌های آنها در آمریکا است. او به فیلمهای ادوارد آر موروو بنام محصول شرم ارجاع می‌دهد فیلمی که ۴۰ سال قبل تهیه شده و نشان می‌دهد که شرایط زندگی کارگران مهاجر مزارع در ۴ دهه گذشته در آمریکا تغییرات اندکی داشته‌است. این مستند نشان می‌دهد که کودکان کار که بین سنین ۵ تا ۱۶ ساله هستند و در مزارع و کارخانه‌ها کار می‌کنند از حفاظتهای مورد اشاره در لایحه استاندارهای کار منصفانه که کلیه کودکان آمریکائی مشمول آن هستند، برخوردار نیستند.. در سال ۲۰۰۹ اوا لانگوریا بعنوان تهیه‌کننده اجرائی پروژه امضا داد. مستند محصول برای اولین بار در نوامبر سال ۲۰۱۰ درفستیوال آمستردام IDFA و در اوائل سال ۲۰۱۱ در آمریکا نشان داده شد.

## وجه دیگر شکلات
مستند دیگر بنام وجه سیاه شکلات، کودکان آفریقای غربی را در تولید کاکائو کاوش کرده‌است. در این مستند که مربوط به سال ۲۰۱۰ است ادعا می‌کند که شرکت نستله (Nestle) دانه‌های کاکائو را از مزارع ساحل عاج می‌خرد که در این مزارع از کار برده‌داری کودکان استفاده می‌شود. سنین کودکان بین ۱۲ تا ۱۵ سال است و برخی از آنها را از کشورهای مجاور می‌آورند. در سپتامبر ۲۰۰۱ بارلی آلفورد رئیس و مدیر عامل شرکت نستله آمریکا پروتکل هارکین را (که معمولاً بنام پروتکل کاکائو نامیده می‌شود) که یک توافقنامه بین‌المللی با هدف پایان دادن به کار کودکان در تولید کاکائو است را امضا کرد. سال ۲۰۰۹ در یک عملیات مشترک پلیس که توسط واترپولو هدایت می‌شد موفق به نجات ۵۴ کودک و توقیف کسانی که در استخدام این کودکان دست داشتند شد.

## دزدی کودکان
یک مستند دیگر کودکان استثمار شده را حدود ۲۵۰ میلیون نفر برآورد کرده‌است. در این فیلم هنرپیشه آن بنام مریل ایتریپ عواملی را که روی کودکان تأثیر می‌گذارد بشرح زیر برشمرده است: شرایط کار، بردگی، و کار بیهوده. سرگذشت کودکان در ۸ کشور از جمله آمریکا نشان می‌دهد که کودکان در معرض موانع زندگی، وابسته شدن به محیط کار، و حتی دزدیده شدن و اجبار برای تن‌فروشی و بردگی هستند. علاوه بر تهیه زمینه‌هایی که چگونه این وقایع اتفاق می‌افتد که به کل جامعه بشری تحمیل می‌شود، همچنین ابراز امیدواری می‌کند که از طریق بیان سرگذشت زندگی کودکان به شیوه‌های مبارزه با کار کودک دست پیدا کنیم.